# Peer C. Krogh
Peer Christian Krogh (26. februar 1938 – 26. maj 2013 på Gentofte Hospital) var en dansk erhvervsmand.
I 1959 etablerede han sig som selvstændig vinduespudser i København sammen med broderen Poul Krogh under navnet De Forenede Rengøringsselskaber A/S. Dette firma, senere kaldet Forenede Service, voksede efterhånden til en koncern - Forenede Koncernen -, som nu er Nordens største familieejede servicevirksomhed med en omsætning på 2,4 milliarder kr. og ca. 8.000 ansatte.
Han modtog adskillige priser, bl.a. flere integrationspriser, samt Nordeas Erhvervspris, og blev vinder af Entrepreneur of the Year 2005. Siden 10. september 2007 havde Krogh været Ridder af Dannebrog.
Han blev begravet fra Lillerød Kirke.